# Nadija Biełowa
Nadija Ołeksandriwna Biełowa (ukr. Надія Олександрівна Бєлова; ros. Надежда Александровна Белова, Nadieżda Aleksandrowna Biełowa; ur. 2 września 1961 w Bolszewikach) – ukraińska biathlonistka reprezentująca też ZSRR, dwukrotna medalistka mistrzostw świata.

## Kariera
Największe sukcesy osiągnęła podczas mistrzostw świata w Falun w 1986 roku, gdzie zdobyła dwa medale. Najpierw zajęła drugie miejsce w sprincie, rozdzielając inną reprezentantkę ZSRR - Kaiję Parve i Evę Korpelę ze Szwecji. Dzień później razem z Kaiją Parve i Wienierą Czernyszową zwyciężyła w sztafecie. Na tych samych mistrzostwach była też czwarta w biegu indywidualnym, przegrywając walkę o podium z Norweżką Sanną Grønlid.
W zawodach Pucharu Świata zadebiutowała 9 stycznia 1985 roku w Mińsku, zajmując dziewiąte miejsce w biegu indywidualnym. Tym samym już w debiucie zdobyła pierwsze punkty. Pierwszy raz na podium zawodów pucharowych stanęła 15 lutego 1986 roku w Falun, kończąc rywalizację w sprincie na drugiej pozycji. W kolejnych startach jeszcze dwa razy stawała na podium zawodów tego cyklu: 23 stycznia 1993 roku w Anterselvie ponownie była druga w sprincie, a 9 grudnia 1993 roku w Bad Gastein zajęła drugie miejsce w biegu indywidualnym. Najlepsze wyniki osiągnęła w sezonie 1993/1994, kiedy zajęła 16. miejsce w klasyfikacji generalnej.
Wkrótce potem zaczęła karierę trenerską, w latach 2002-2010 prowadziła reprezentację Polski w biathlonie kobiet.
Jej mężem jest były ukraiński biathlonista, wieloletni trener męskiej reprezentacji Polski Roman Bondaruk.

## Osiągnięcia

### Igrzyska olimpijskie
| Rok  | Miejscowość | Konkurencje | Konkurencje | Konkurencje | Konkurencje | Konkurencje | Konkurencje | Konkurencje |
| Rok  | Miejscowość | IN          | SP          | PU          | MS          | RL          | MR          | SR          |
| ---- | ----------- | ----------- | ----------- | ----------- | ----------- | ----------- | ----------- | ----------- |
| 1994 | Lillehammer | 13.         | –           | nd.         | nd.         | –           | nd.         | –           |

### Mistrzostwa świata
| Rok  | Miejscowość | Konkurencje | Konkurencje | Konkurencje | Konkurencje | Konkurencje | Konkurencje | Konkurencje |
| Rok  | Miejscowość | IN          | SP          | PU          | MS          | RL          | MR          | SR          |
| ---- | ----------- | ----------- | ----------- | ----------- | ----------- | ----------- | ----------- | ----------- |
| 1985 | Egg         | 8.          | 7.          | nd.         | nd.         | –           | nd.         | –           |
| 1986 | Falun       | 4.          | 2.          | nd.         | nd.         | 1.          | nd.         | –           |
| 1987 | Lahti       | 12.         | 8.          | nd.         | nd.         | –           | nd.         | –           |
| 1993 | Borowec     | 9.          | –           | nd.         | nd.         | 6.          | nd.         | –           |
| 1995 | Anterselva  | 45.         | –           | nd.         | nd.         | –           | nd.         | –           |

### Puchar Świata

#### Miejsca w klasyfikacji generalnej
| Sezon     | Miejsce |
| --------- | ------- |
| 1984/1985 | ?       |
| 1985/1986 | ?       |
| 1986/1987 | ?       |
| 1992/1993 | 26.     |
| 1993/1994 | 16.     |
| 1994/1995 | 45.     |

#### Miejsca na podium w zawodach chronologicznie
| Lp. | Dzień       | Rok  | Miejscowość | Konkurencja                | Lokata | Pudła   | Czas biegu | Strata  | Zwycięzca       |
| --- | ----------- | ---- | ----------- | -------------------------- | ------ | ------- | ---------- | ------- | --------------- |
| 1.  | 15 lutego   | 1986 | Falun       | Sprint na 7,5 km           | 2.     | 1+0     | 20:07,0    | +46,2   | Kaija Parve     |
| 2.  | 23 stycznia | 1993 | Anterselva  | Sprint na 7,5 km           | 2.     | 1+1     | 23:30,0    | +14,2   | Antje Harvey    |
| 3.  | 9 grudnia   | 1993 | Bad Gastein | Bieg indywidualny na 15 km | 2.     | 0+1+0+0 | 55:58,7    | +2:06,1 | Nathalie Santer |